# Károly Kós
Károly Kós, născut Károly Kósch, (n. 16 decembrie 1883, Timișoara, Austro-Ungaria – d. 24 august 1977, Cluj-Napoca, România) a fost un arhitect maghiar, scriitor, grafician, etnograf și politician exponent al transilvanismului din Austro-Ungaria și România.

## Biografie
Născut în Timișoara în 1883, a studiat inițial ingineria, doar mai târziu îndreptându-se spre arhitectură. Încă din timpul studiilor a manifestat un puternic interes pentru arhitectura tradițională țărănească: în acest scop a întreprins diverse călătorii în Ținutul Secuiesc și zona cu folclor de tip Kalotaszeg (pe cursul râului Călata și în jurul localității Rimetea, județul Alba).
În 1914, la începutul Primului Razboi Mondial, Kós s-a mutat la Stana unde și-a construit o casă numită Varjúvár, într-un stil unic. Anul următor a fost încorporat în armată dar la scurt timp a fost eliberat la cererea Ministerului Culturii. Între 1917 și 1918 a fost trimis într-o călătorie de studii la Istanbul. În 1918 i s-a oferit postul de profesor la Facultatea de Arte din Budapesta, însă a refuzat, dorind să se întoarcă în Transilvania. A trăit din comisioane.
Kós își începe practic cariera politică în primăvara anului 1919 când, împreună cu un grup de intelectuali maghiari, a proclamat Republica din Călata, dar a fost respins de Consiliul Dirigent al Transilvaniei. în 1921 fondează, împreună cu Lajos Albrecht și alții, Partidul Popular Transilvănean (ulterior devenit Partidul Popular Ungar). A mai contribuit ca editor și grafician la ziarul politic ilustrat Vasárnap. În 1924, împreună cu câțiva prieteni, fondează editura Erdélyi Szépmíves Céh (în traducere aprox. "Breasla artistică transilvăneană"). Din 1931 este editor la o altă publicație și conducătorul unei asociații de artiști maghiari din România.
În 1944 casa lui Kós din Stana a fost jefuită, iar arhitectul s-a refugiat la Cluj, unde s-a alăturat familiei. Aici devine director al Asociației Economice Ungaro-Transilvănene. Ca politician a fost președintele Uniunii Populare Maghiare (Magyar Népi Szövetség, MNSz) și mai apoi membru în Parlamentul României între 1946-1948.
Kós a predat la Facultatea de Agricultură din Cluj până în 1953, unde a ocupat și postul de decan în anul universitar 1945-1946. A murit pe 24 august 1977 la Cluj.

## Traduceri
Kós a tradus din germană în maghiară cartea scriitorului sas Adolf Meschendörfer intitulată Die Stadt im Osten, despre Brașov. Traducerea a fost publicată în anul 1983 la Editura Kriterion sub titlul Corona.

## Clădiri proiectate

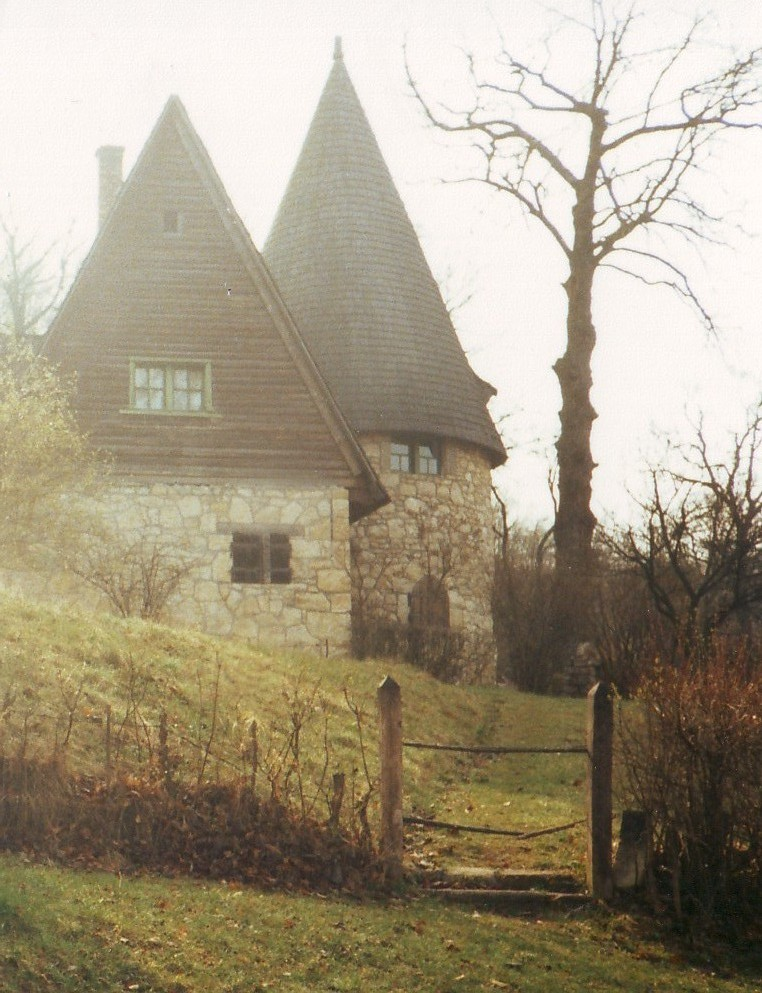
Varjúvár - casa lui Károly Kós din satul Stana

- Muzeul Național Secuiesc din Sfântu Gheorghe (1911-1913), clădire inspirată din arhitectura medievală transilvăneană
- Locuința fratilor Keresztes, Sfântu Gheorghe (1913), inspirată din arhitectura medievală transilvăneană
- Biserica cu Cocoș din Cluj (1913-1914)
- Biserica reformată din satul Tetișu, Sălaj
- Casa doctor Samu Csulak, Sfântu Gheorghe (1924)
- Biserica Greco-Catolică din Feiurdeni (1927)
- Gimnaziul calvin de fete, Sfântu Gheorghe (1927-1928), arhitectură medievală ardelenească (bisericile fortificate săsești)
- Școala primară reformată, Sfântu Gheorghe (1929-1930), în stil medieval transilvănean
- Colegiul Agricol din Târgu Mureș[necesită citare]
- Clădirea uzinelor comunale din Târgu Mureș (fosta Gázgyári épület, în prezent Aquaserv) (1913)

## Premii, recunoașteri
- În 1916 a primit Crucea de Cavaler a Ordinului Ferenc József
- În 1938 a primit Premiul Baumgarten pentru romanul „Constructor de țară”.
- În 1940 i s-a acordat Coroana Corvin⁠(fr)[traduceți] pentru munca sa în favoarea transilvănenilor.
- În 1944 a fost distins cu Medalia Czigler de către Asociația Maghiară a Inginerilor și Arhitecților
- În 1959 Prezidiul Marii Adunări Naționale a României i-a acordat Ordinul Muncii clasa I „cu prilejul împlinirii a 75 ani de viață, pentru merite deosebite în creația literară și activitatea obștească”.[7]
- În 1966 a primit titlul de doctor honoris causa de către Universitatea de Tehnologie și Economie din Budapesta.
- În 1968 Consiliul de Stat i-a acordat primul grad al Ordinului Cultural de Merit.
- În 1973, Consiliul de Stat al Republicii Socialiste Române i-a acordat Ordinul de Merit „23 august”, Consiliul Prezidențial al Republicii Populare Maghiare i-a acordat primul gradul Ordinului Drapelului încrustat cu diamante.
- În 2010 a primit postmortem Premiul Ybl Miklós.

## Memoria
În Târgu Mureș, în curtea clădirii întreprinderilor comunale (în maghiară Városi Közüzem), proiectată de Károly Kós în 1903, există o statuie sculptată de Márton Izsák care îl reprezintă pe arhitect.

## Opere
- Neamul Varju, 1971

## Imagini

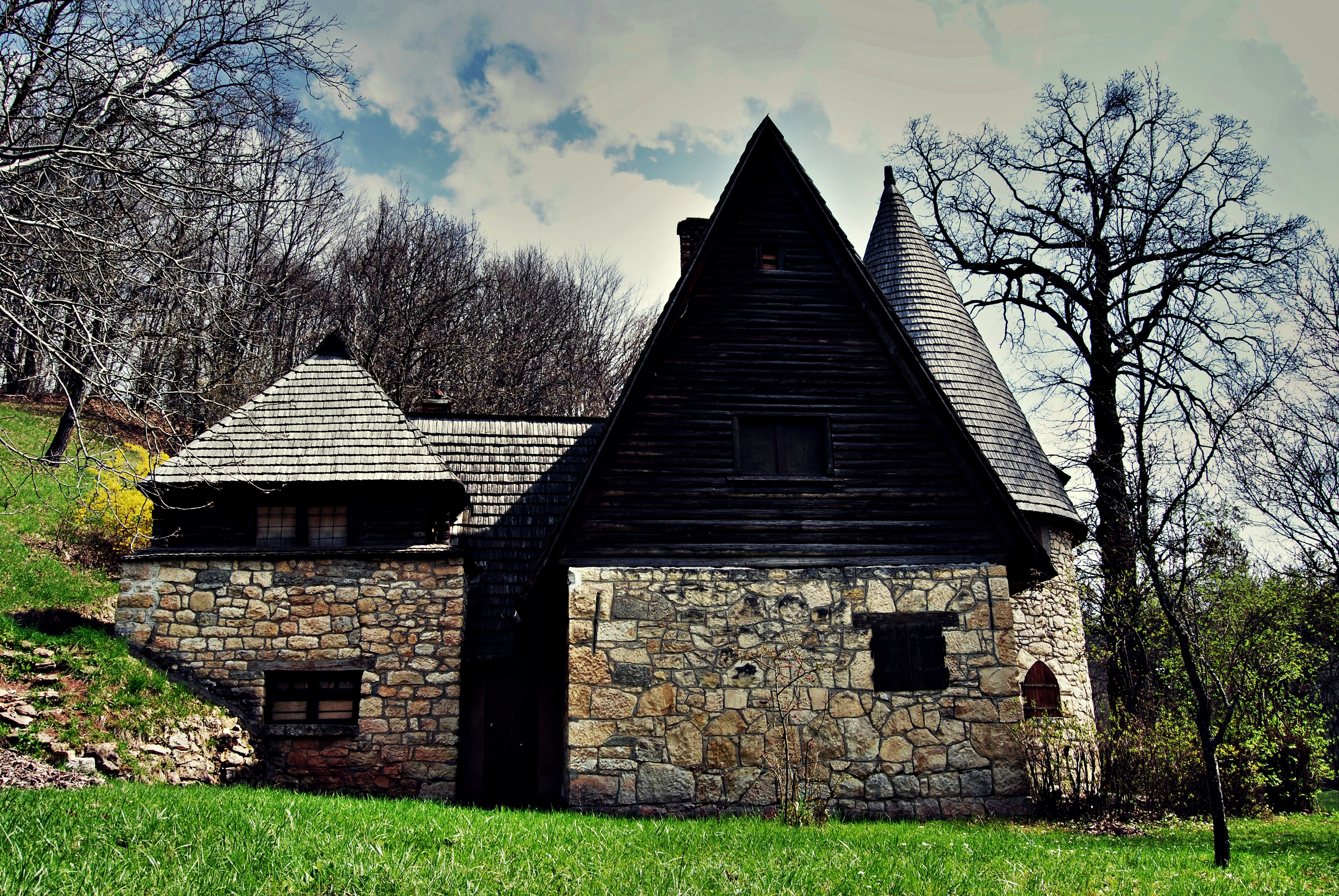
Varjúvár
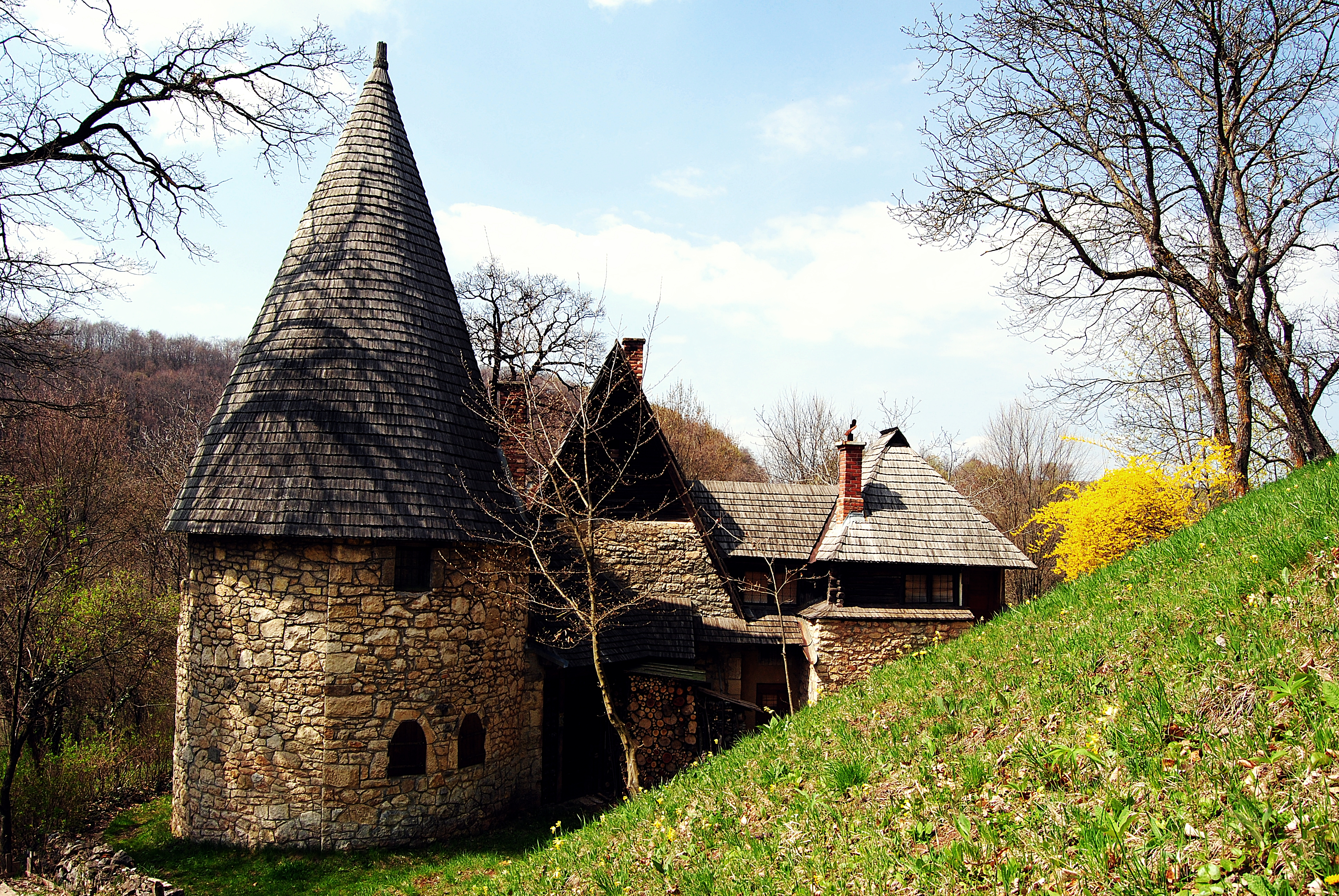
Varjúvár
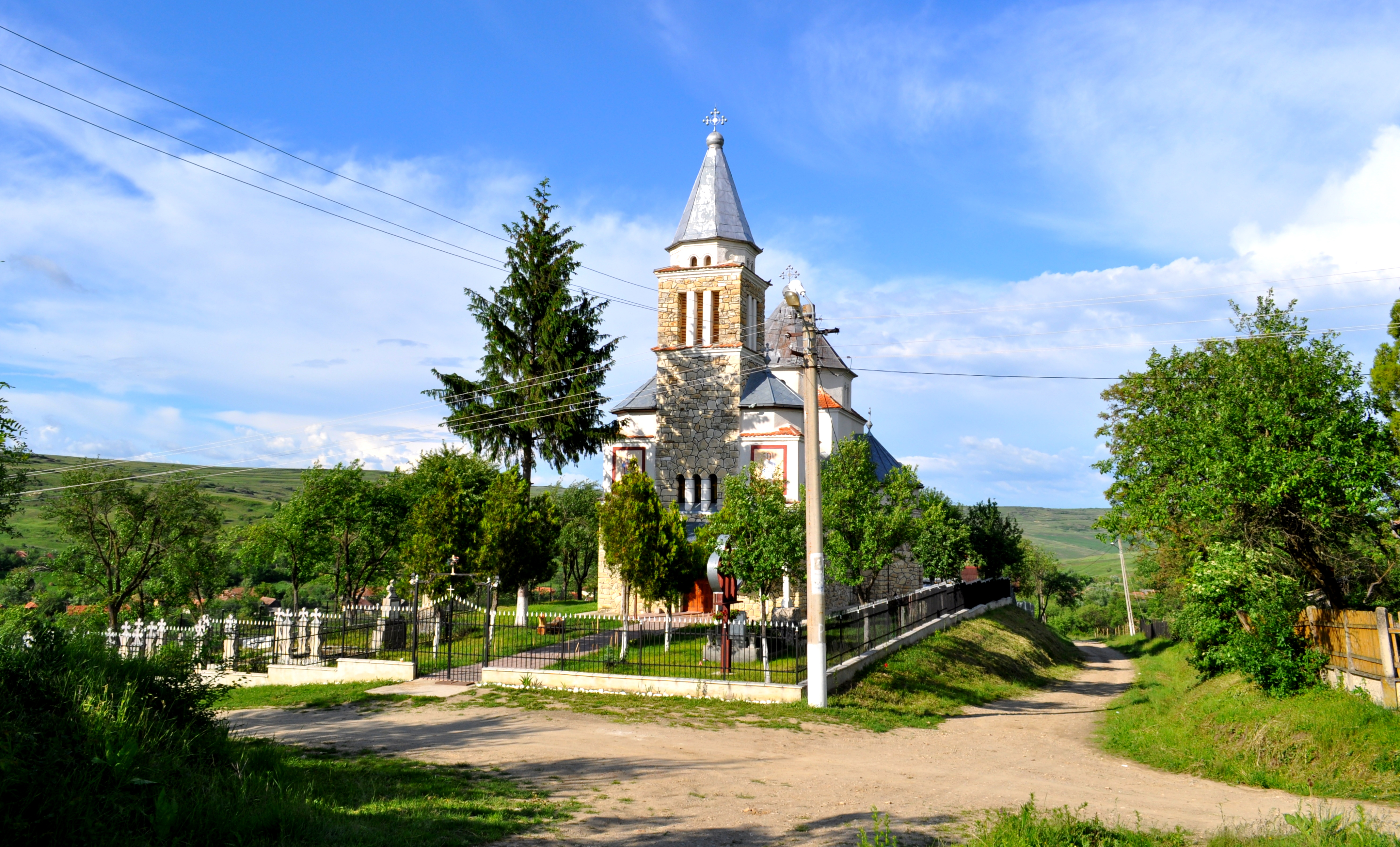
Biserica Greco-Catolică din Feiurdeni (monument istoric)
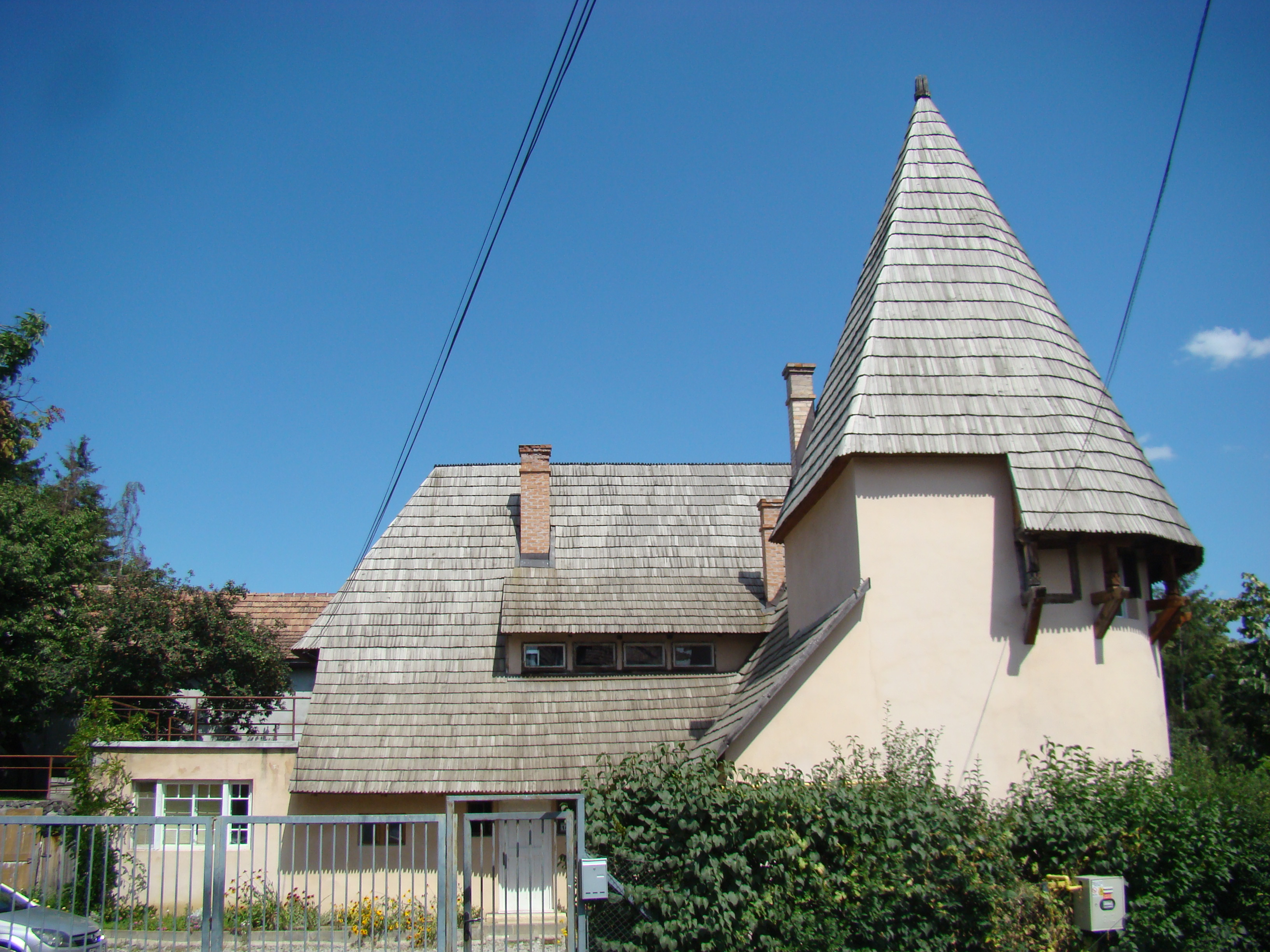
Casă din Cluj (în prezent monument istoric), al cărei proiect a fost realizat de arhitectul Károly Kós în anul 1900
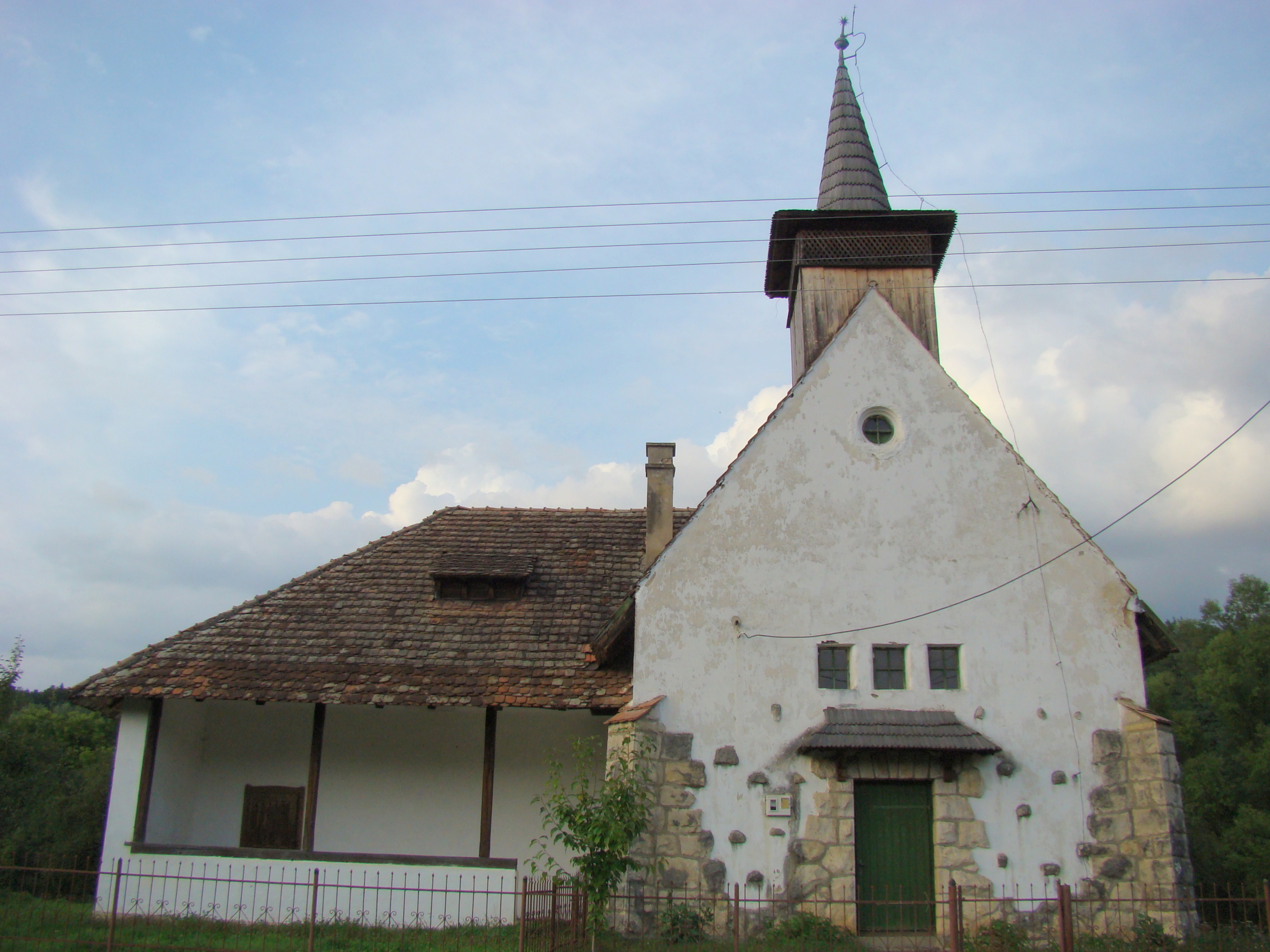
Biserica reformată din satul Băbiu, județul Sălaj
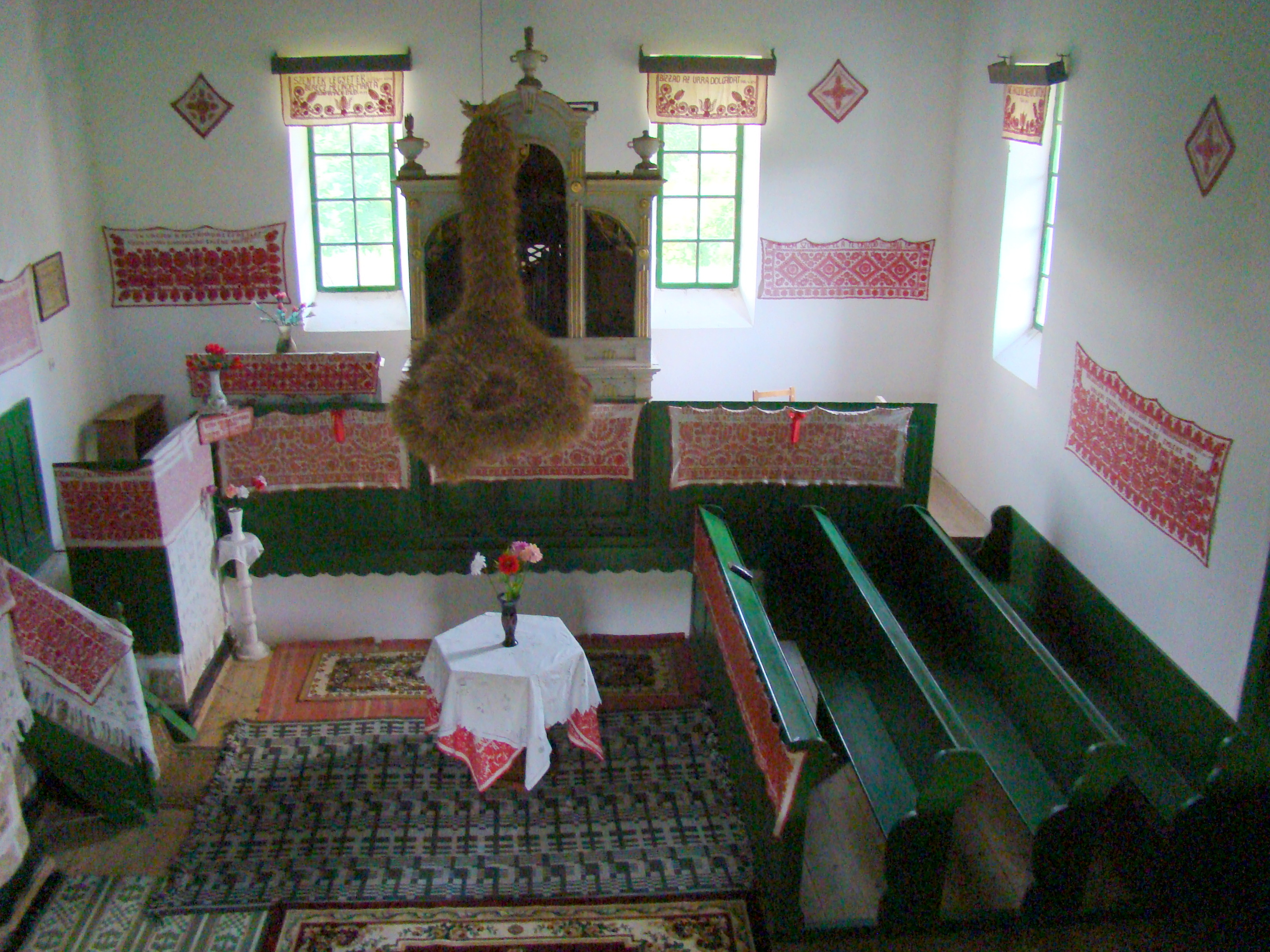
Biserica reformată din satul Băbiu, județul Sălaj
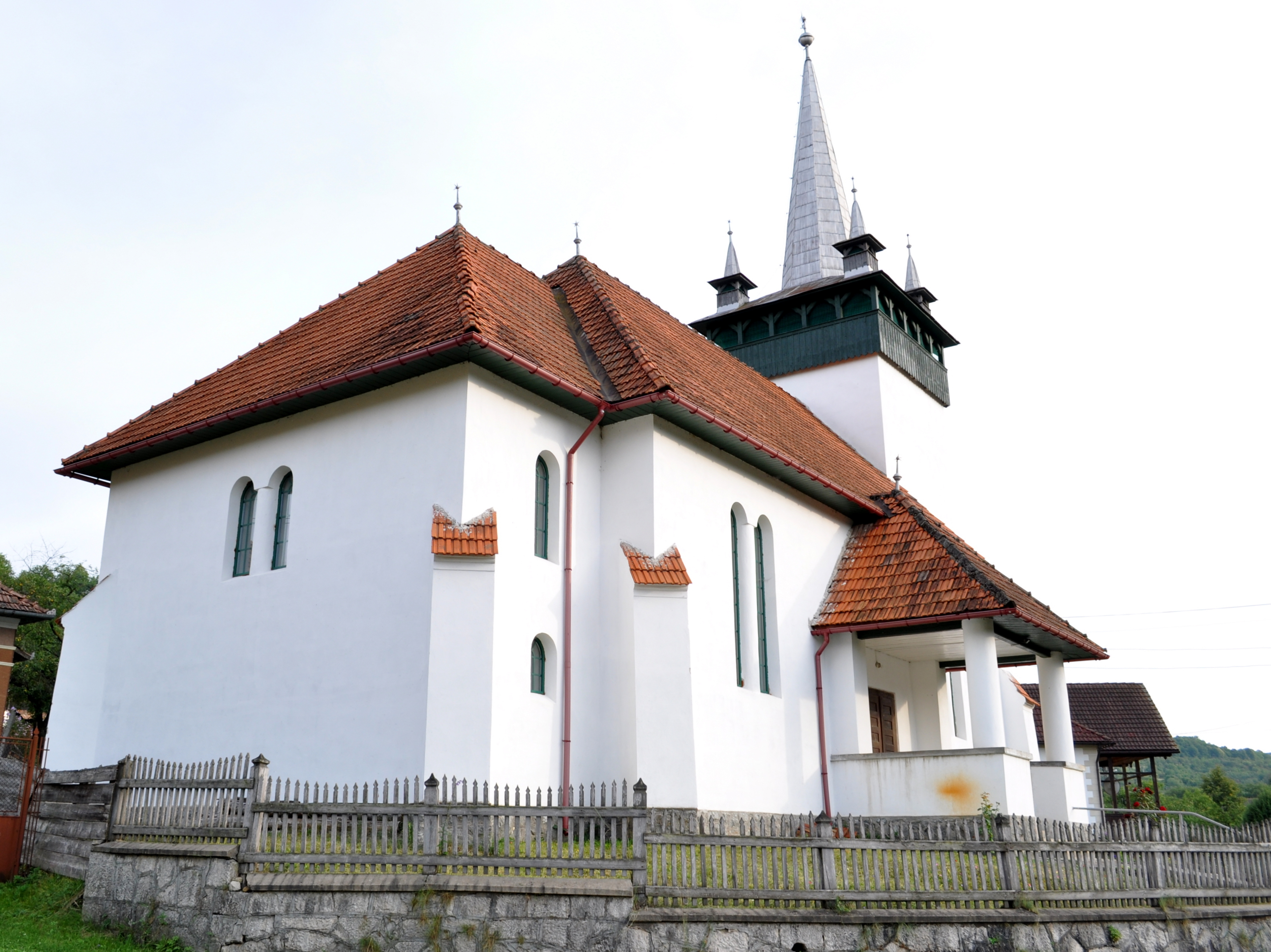
Biserica reformată din satul Tetișu, județul Sălaj (monument istoric)
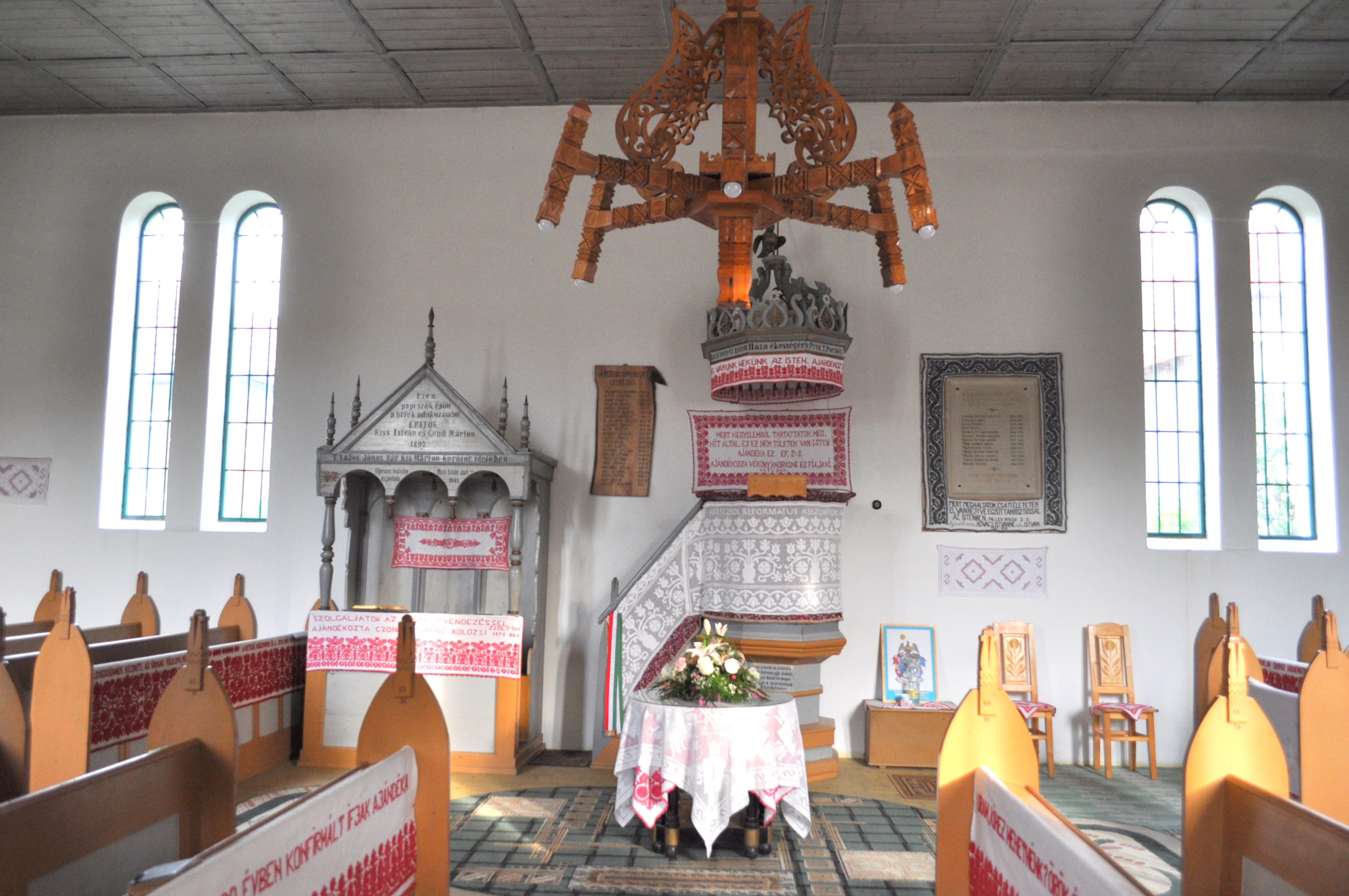
Biserica reformată din satul Tetișu, județul Sălaj (monument istoric)
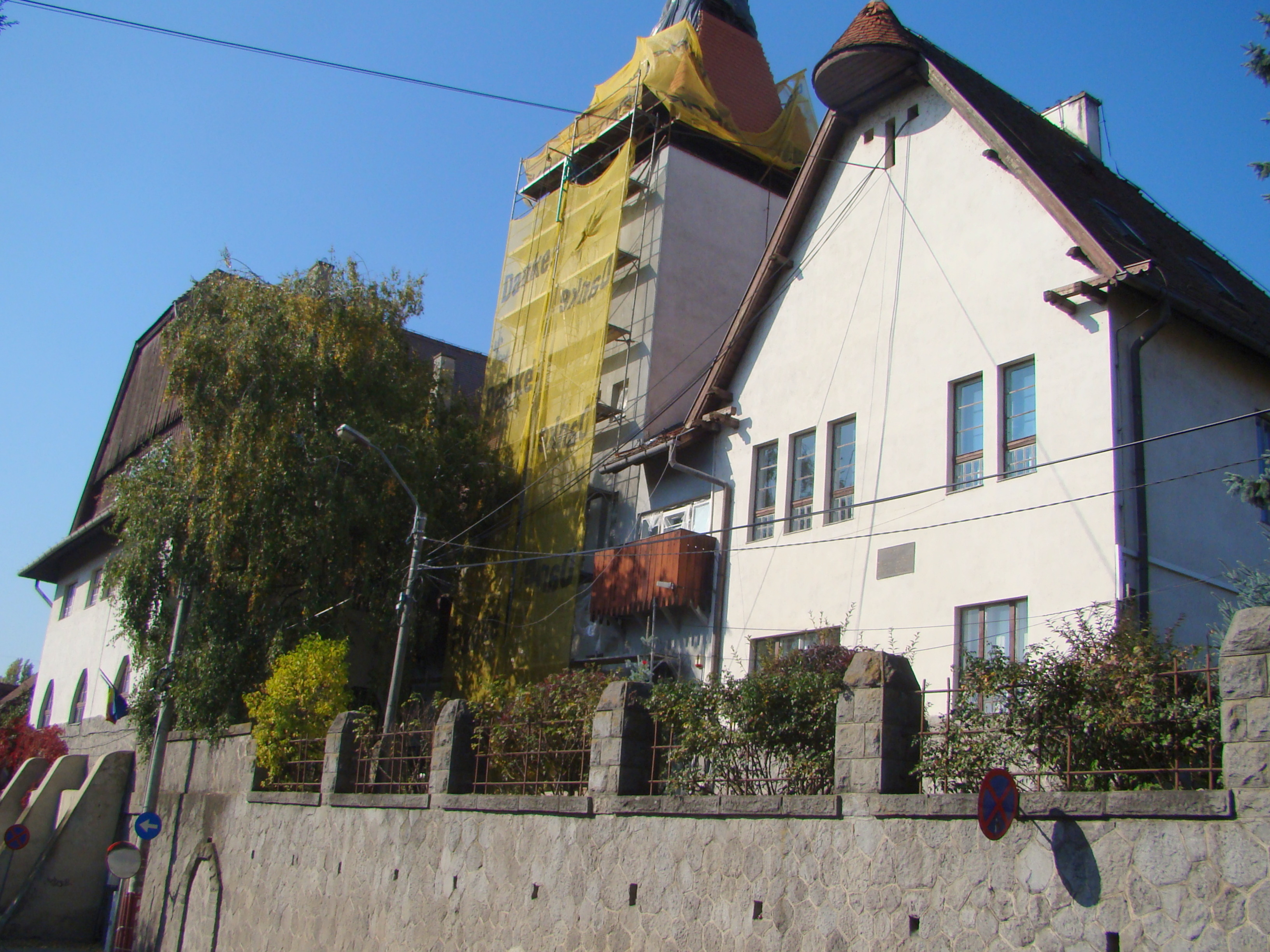
Fostul ansamblu al administrației Uzinelor Comunale,, municipiul Târgu Mureș Str. Kos Karoly 1A și 1 B 1910-1913 (monument istoric)
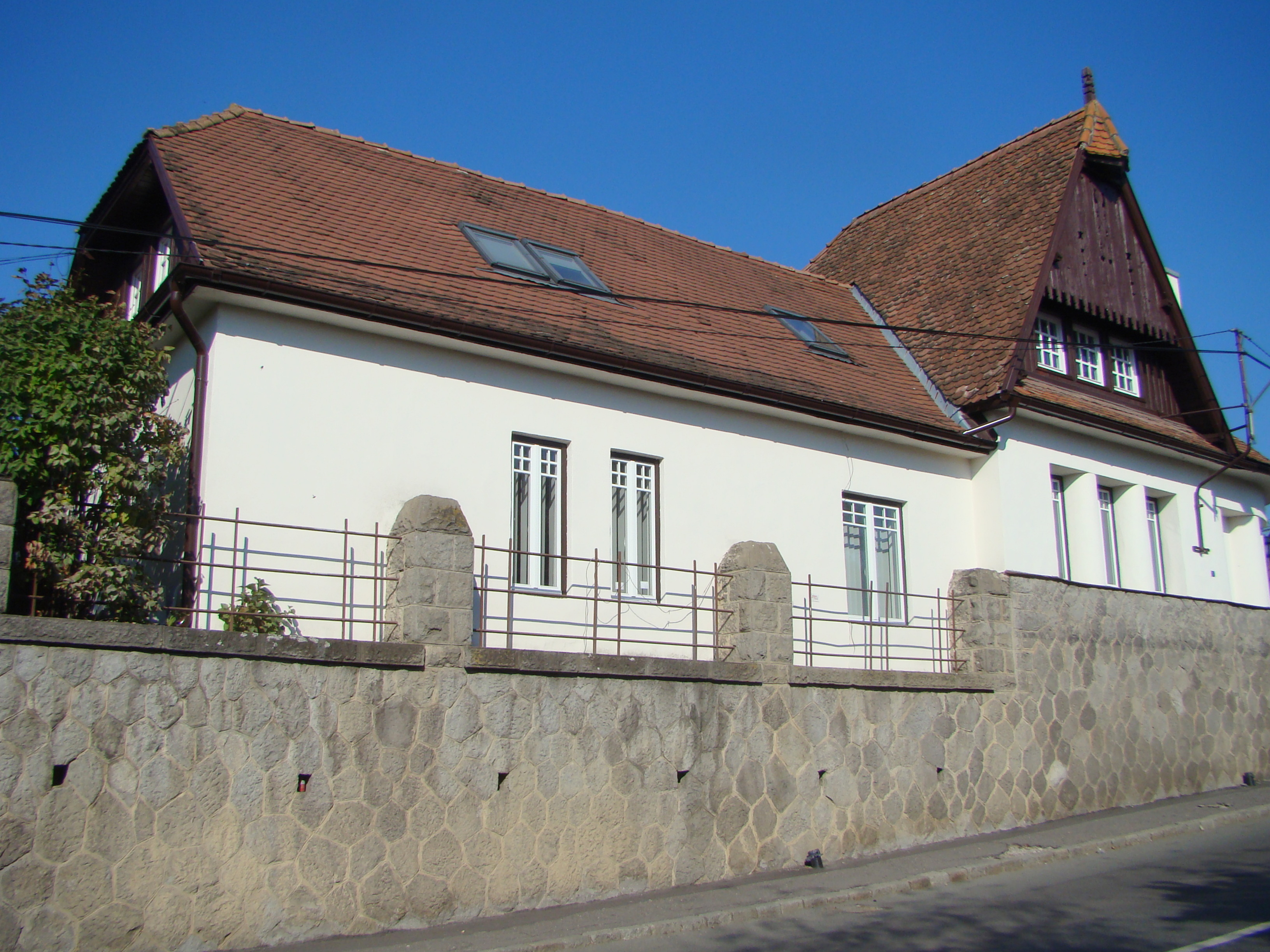
Fostul pavilion al porții, azi dispensar (monument istoric)
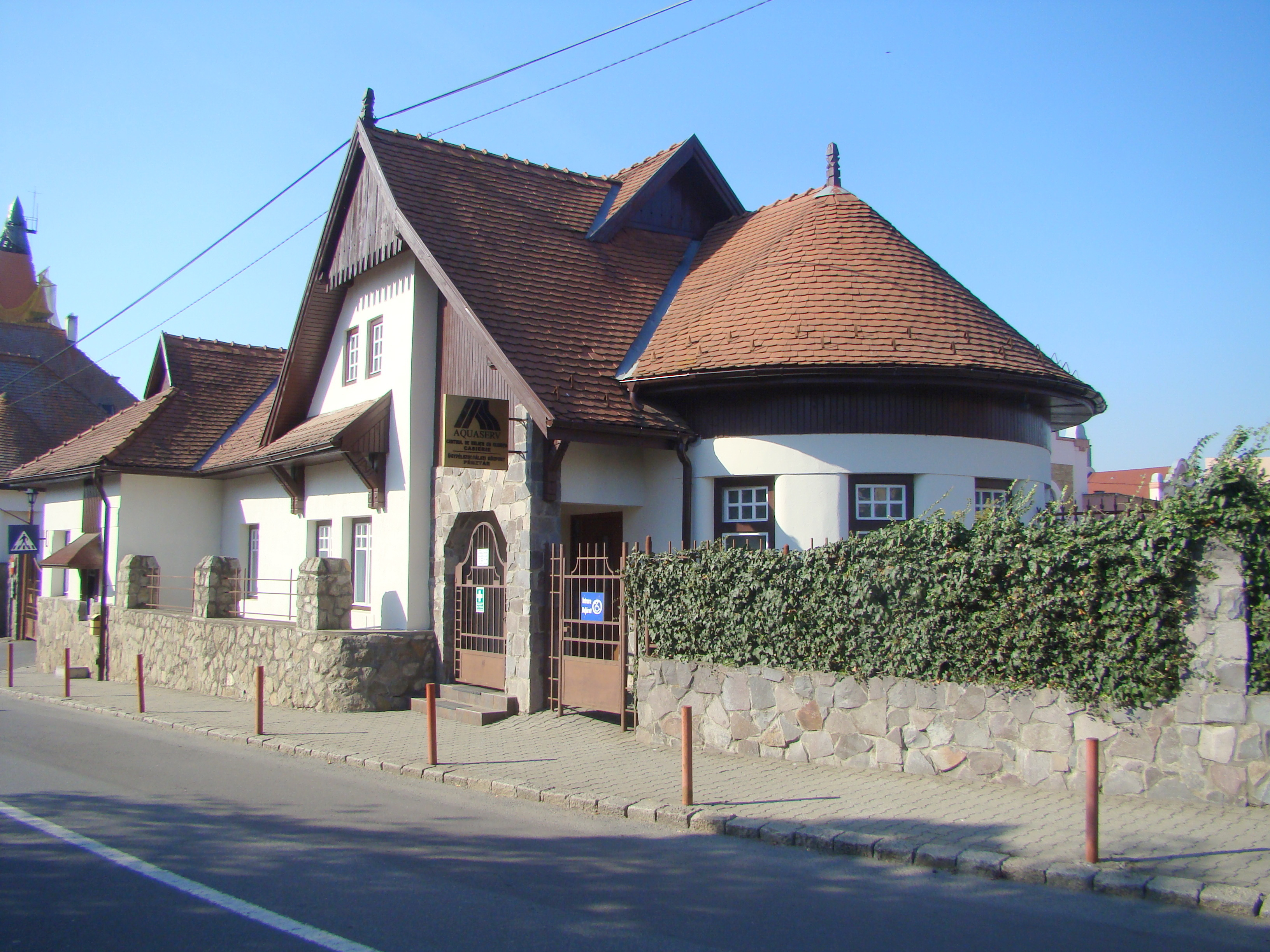
Foste ateliere, azi ateliere contoare (monument istoric)
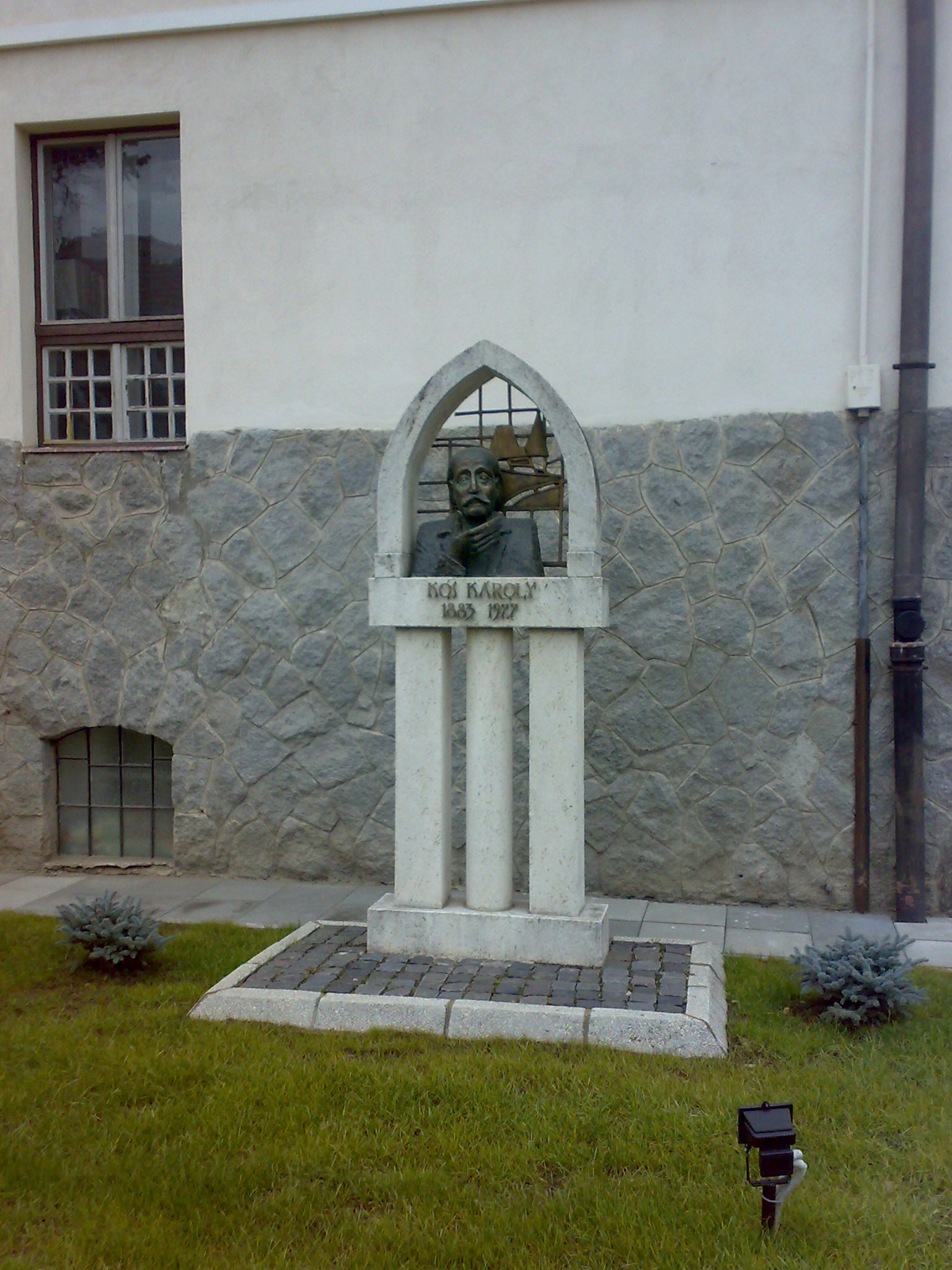
Statuia lui Károly Kós din Târgu Mureș
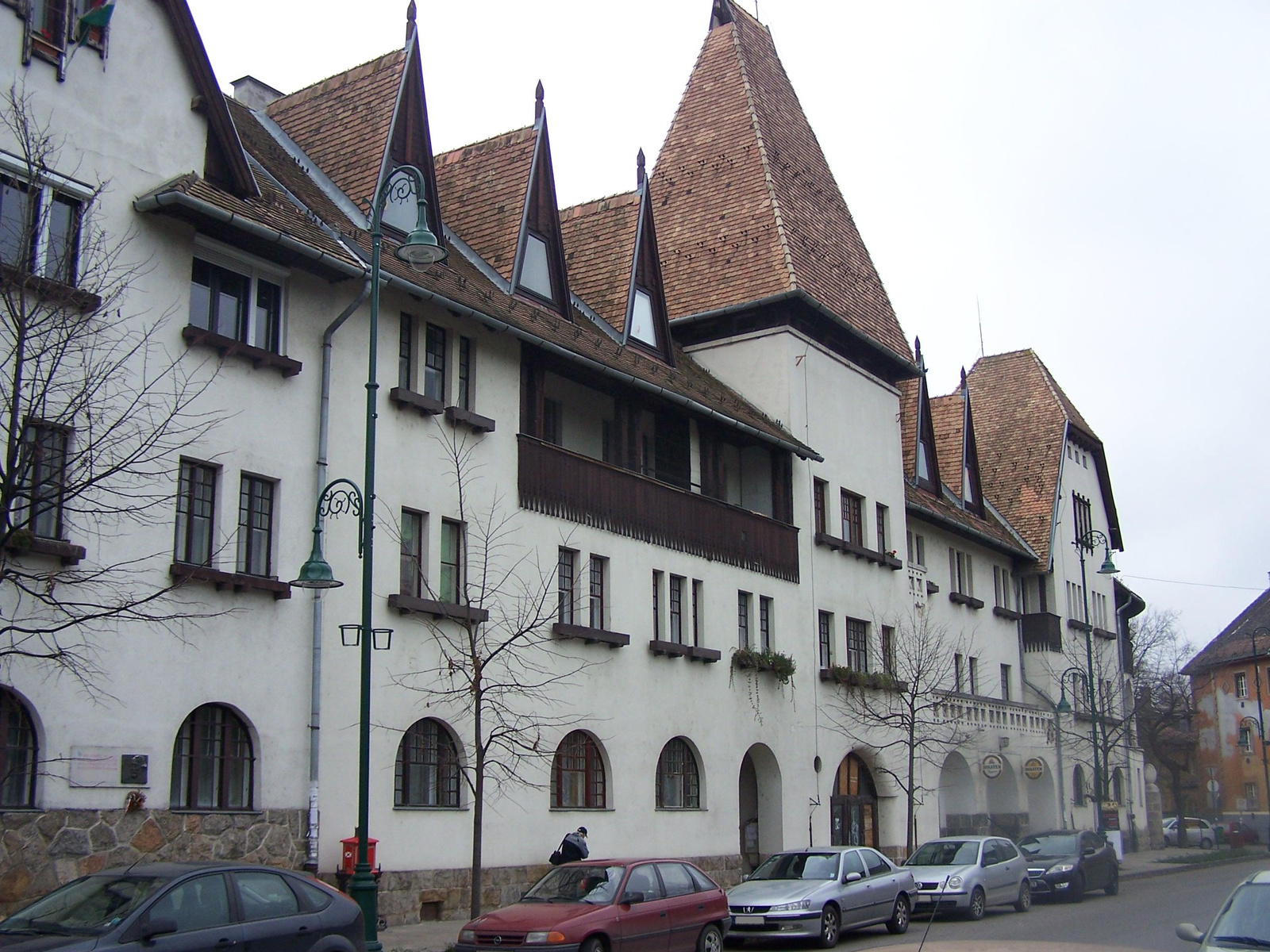
Cartierul Sándor Wekerle, Budapesta